# 결합 차수
결합 차수(영어: bond order)는 라이너스 폴링에 의해 소개되었으며, 결합 수와 반결합 수의 차로 정의된다.
결합 수 자체는 한 쌍의 원자 사이에 있는 전자쌍(결합)의 수이다. 예를 들어, 이원자 분자인 질소 N≡N에서 결합 수가 3인데, 아세틸렌에서는 H−C≡C−H 두 탄소 원자 사이의 결합 수가 3이고, C−H 결합 차수는 1이다. 결합 수는 결합의 안정성을 나타낸다. 전자수가 같으면 같은 결합 수를 갖는다.
공명하거나 고전적이지 않은 결합을 갖는 경우에 결합 수는 정수가 될 수 없다. 벤젠에서, 분산된 분자 궤도는 6개의 탄소에 6개의 파이 전자를 포함하며, 탄소 원자 각 쌍의 시그마 결합과 함께 근본적으로 절반의 파이 결합을 생성하고, 결합 수는 1.5이다. 또한, 예시로 1.1의 결합 차수는 복잡한 시나리오에서 생길 수 있으며, 결합 차수가 1인 것과 관련된 결합 세기를 나타낸다.
결합 차수의 정의는 주로 MOT를 다룰 때 사용된다.

## 분자궤도함수 이론에서 결합 차수
분자궤도함수 이론에서 결합 차수는 다음 방정식과 같이 정의된다.
{\displaystyle {\text{B.O.}}={\frac {{\text{number of bonding electrons}}-{\text{number of antibonding electrons}}}{2}}\ }
일반적으로, 결합 차수가 높을수록 결합이 강하다는 것을 말한다. H+
2 (결합 길이 106 pm, 결합 에너지 269 kJ/mol)와 He+
2 (결합 길이 108 pm, 결합 에너지 251 kJ/mol)의 안정성에서 알 수 있듯이, 1/2의 결합 차수가 안정적일 수 있다.